# Cryptops echinipes
Cryptops echinipes är en mångfotingart som beskrevs av Lawrence 1955. Cryptops echinipes ingår i släktet Cryptops och familjen Cryptopidae. Inga underarter finns listade i Catalogue of Life.